# Aldealengua de Pedraza
Aldealengua de Pedraza er en kommune i det centrale Spanien i provinsen Segovia. Den har et indbyggertal på 79 (2024) indbyggere.